# Damerey
Damerey település Franciaországban, Saône-et-Loire megyében. Lakosainak száma 548 fő (2022. január 1.). Damerey Verjux, Bey, Gergy, Montcoy, Saint-Martin-en-Bresse és Saint-Maurice-en-Rivière községekkel határos.

## Népesség
A település népességének változása:
| Lakosok száma | 568  | 562  | 578  | 558  | 555  | 552  | 549  | 546  | 548  |
|               | 2013 | 2015 | 2016 | 2017 | 2018 | 2019 | 2020 | 2021 | 2022 |